# دياني وي ليانغ
دياني وي ليانغ (بالصينية: 梁玮) (بالإنجليزية: Diane Wei Liang)‏ هي بروفيسورة أمريكية وبريطانية وصينية، ولدت في 1966 في بكين في الصين.

## وصلات خارجية
- الموقع الرسمي